# Halálozások 1974-ben
Ez a szócikk az 1974-es évben elhunyt nevezetes személyeket sorolja fel.

## December
| Dátum        | Név             | Foglalkozás / tisztség                                           | Kor | Forrás |
| ------------ | --------------- | ---------------------------------------------------------------- | --- | ------ |
| december 26. | Jack Benny      | amerikai komikus, hegedűművész, rádiós és televíziós személyiség | 080 |        |
| december 14. | Walter Lippmann | amerikai politikus, író, újságíró                                | 085 |        |

## November
| Dátum        | Név     | Foglalkozás / tisztség                                   | Kor | Forrás |
| ------------ | ------- | -------------------------------------------------------- | --- | ------ |
| november 25. | U Thant | burmai diplomata, az ENSZ harmadik főtitkára (1961–1971) | 065 |        |

## Október
| Dátum       | Név                  | Foglalkozás / tisztség                                                   | Kor | Forrás |
| ----------- | -------------------- | ------------------------------------------------------------------------ | --- | ------ |
| október 13. | Ed Sullivan          | amerikai televíziós személyiség, impresszárió, újságíró, riporter        | 073 |        |
| október 10. | Ljudmila Pavlicsenko | szovjet második világháborús őrnagy, a legeredményesebb női mesterlövész | 058 |        |
| október 9.  | Oskar Schindler      | német üzletember, gyártulajdonos, humanitárius                           | 066 |        |

## Szeptember
| Dátum          | Név               | Foglalkozás / tisztség                               | Kor | Forrás |
| -------------- | ----------------- | ---------------------------------------------------- | --- | ------ |
| szeptember 21. | Jacqueline Susann | amerikai regényíró, színésznő                        | 056 |        |
| szeptember 19. | Urbán Ernő        | Kossuth- és József Attila-díjas költő, író, újságíró | 056 |        |

## Augusztus
| Dátum         | Név                 | Foglalkozás / tisztség                                      | Kor | Forrás |
| ------------- | ------------------- | ----------------------------------------------------------- | --- | ------ |
| augusztus 26. | Charles Lindbergh   | amerikai pilóta, felfedező, feltaláló, író, dandártábornok  | 072 |        |
| augusztus 8.  | Baldur von Schirach | nemzetiszocialista német politikus, a Hitlerjugend vezetője | 067 |        |

## Július
| Dátum      | Név            | Foglalkozás / tisztség                                                     | Kor | Forrás |
| ---------- | -------------- | -------------------------------------------------------------------------- | --- | ------ |
| július 24. | James Chadwick | Nobel-díjas angol fizikus, a neutron felfedezője                           | 082 |        |
| július 9.  | Earl Warren    | amerikai jogász, politikus, az Egyesült Államok legfőbb bírája (1953–1969) | 083 |        |
| július 1.  | Juan Perón     | argentin katonatiszt, politikus, Argentína elnöke                          | 078 |        |

## Június
| Dátum      | Név                   | Foglalkozás / tisztség                                                       | Kor | Forrás |
| ---------- | --------------------- | ---------------------------------------------------------------------------- | --- | ------ |
| június 22. | Darius Milhaud        | francia zeneszerző                                                           | 081 |        |
| június 18. | Georgij Zsukov        | szovjet tábornok, a Szovjetunió marsallja, a Vörös Hadsereg vezérkari főnöke | 077 |        |
| június 9.  | Miguel Ángel Asturias | Nobel-díjas guatemalai regényíró, költő, diplomata                           | 074 |        |

## Május
| Dátum | Név | Foglalkozás / tisztség | Kor | Forrás |
| ----- | --- | ---------------------- | --- | ------ |

## Április
| Dátum       | Név              | Foglalkozás / tisztség                                | Kor | Forrás |
| ----------- | ---------------- | ----------------------------------------------------- | --- | ------ |
| április 30. | Agnes Moorehead  | amerikai színésznő                                    | 073 |        |
| április 30. | Szécsi Pál       | énekes, előadóművész, dalszerző, dalszövegíró         | 030 |        |
| április 3.  | Cora Sandel      | norvég író és festő                                   | 093 |        |
| április 2.  | Georges Pompidou | francia politikus, miniszterelnök, köztársasági elnök | 062 |        |

## Március
| Dátum       | Név                    | Foglalkozás / tisztség              | Kor | Forrás |
| ----------- | ---------------------- | ----------------------------------- | --- | ------ |
| március 17. | Emil Hájek             | cseh származású szerb zongoraművész | 088 |        |
| március 16. | Peter Celsing          | svéd építész                        | 054 |        |
| március 3.  | Barbara Ruick          | amerikai színésznő, énekesnő        | 043 |        |
| március 2.  | Salvador Puig i Antich | katalán anarchista forradalmár      | 025 |        |

## Február
| Dátum       | Név          | Foglalkozás / tisztség           | Kor | Forrás |
| ----------- | ------------ | -------------------------------- | --- | ------ |
| február 21. | Tim Horton   | kanadai jégkorongozó, üzletember | 044 |        |
| február 2.  | Lakatos Imre | matematika- és tudományfilozófus | 051 |        |

## Január
| Dátum      | Név                      | Foglalkozás / tisztség                                                       | Kor | Forrás |
| ---------- | ------------------------ | ---------------------------------------------------------------------------- | --- | ------ |
| január 31. | Samuel Goldwyn           | Oscar- és Golden Globe-díjas amerikai filmproducer                           | 094 |        |
| január 31. | Glenn Morris             | olimpiai bajnok (1936) amerikai atléta, tízpróbázó                           | 061 |        |
| január 6.  | Slachta Margit           | szerzetesnő, feminista politikus, az első magyar női országgyűlési képviselő | 089 |        |
| január 5.  | Lev Nyikolajevics Oborin | szovjet-orosz zeneszerző, zongoraművész                                      | 066 |        |
| január 2.  | Tex Ritter               | amerikai country-zenész                                                      | 068 |        |